# Alpina redifasciata
Alpina redifasciata là một loài bướm đêm trong họ Geometridae.